# Krzysztof Bukalski
Krzysztof Bukalski (* 22. September 1970 in Kraków, Polen) ist ein ehemaliger polnischer Fußballspieler.
Krzysztof Bukalski bestritt 1990 im Alter von 20 Jahren sein erstes Spiel in der ersten polnischen Liga (Ekstraklasa) für Hutnik Kraków. Nach sechs guten Erstliga-Saisons für Hutnik Kraków debütierte Bukalski 1995 im polnischen Nationalteam am 15. März 1995 gegen Litauen (4:1-Sieg). Im selben Jahr wechselte er nach Belgien zum KRC Genk. Nach seiner Rückkehr nach Polen spielte er dann auch noch für Wisła Kraków, GKS Katowice und Górnik Zabrze. Seine beiden Auslandsjahre in Italien (US Fiorenzuola) und Zypern (Nea Salamis Famagusta) blieben weniger erfolgreich. Insgesamt brachte er es auf 17 Einsätze in der polnischen Nationalmannschaft, in denen er zwei Tore erzielte.

## Erfolge
- Polnischer Meister (1999)
- Belgischer Pokalsieger (1998)

| Personendaten    | Personendaten             |
| ---------------- | ------------------------- |
| NAME             | Bukalski, Krzysztof       |
| KURZBESCHREIBUNG | polnischer Fußballspieler |
| GEBURTSDATUM     | 22. September 1970        |
| GEBURTSORT       | Kraków, Polen             |